# Tellermine 43

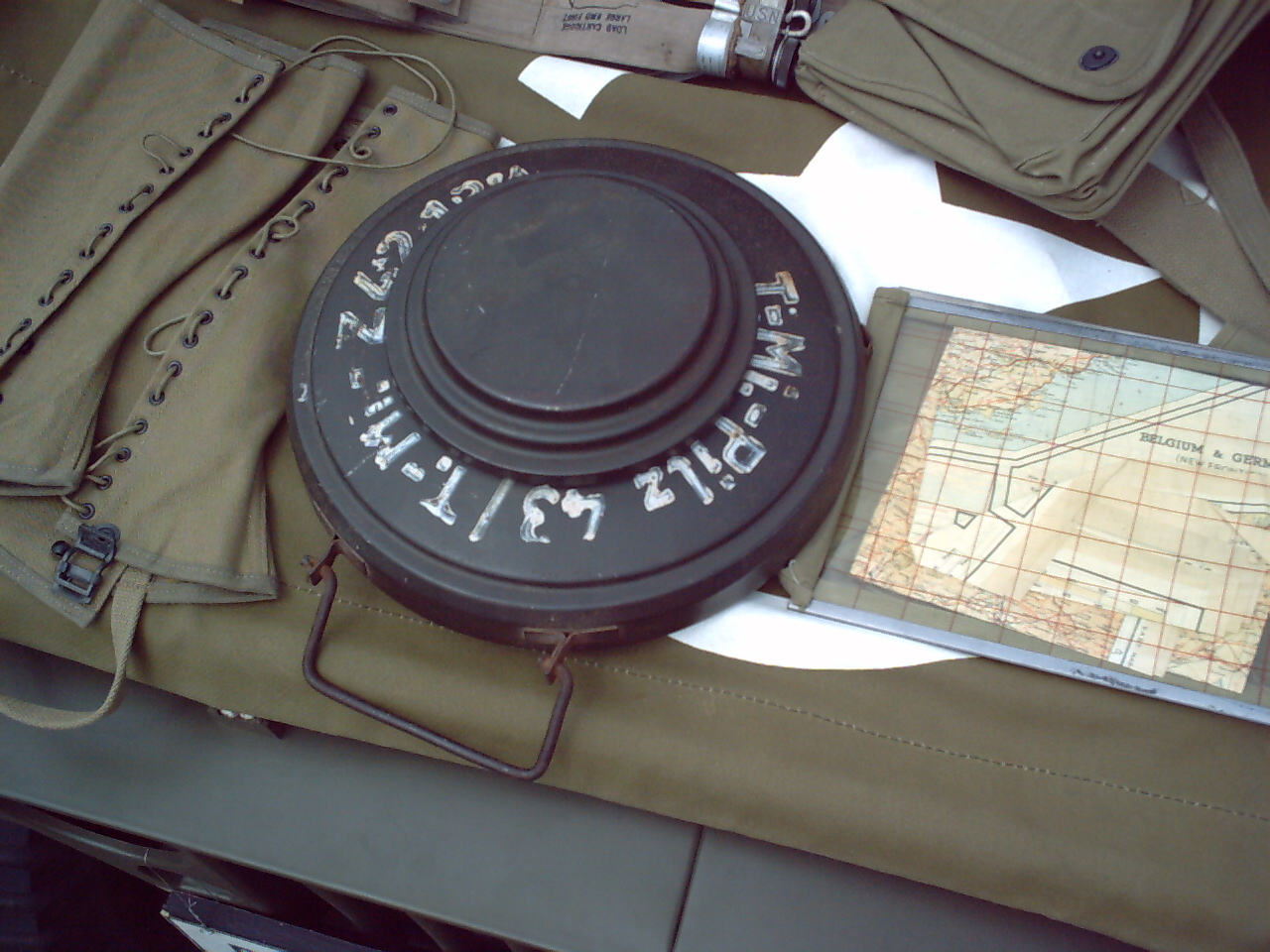
Mine antichar Tellermine 43

La Tellermine 43 (nom allemand, au pluriel Tellerminen 43) était une mine antichar allemande à boitier circulaire en acier utilisée pendant la Seconde Guerre mondiale. Il s’agissait d’une version simplifiée de la Tellermine 42, qui permettait d’intensifier la production. Entre mars 1943 et la fin de la Seconde Guerre mondiale, plus de 3,6 millions de Tellerminen 43 ont été produites par l’Allemagne. Des copies de la mine ont été produites par plusieurs pays, dont le Danemark (M/47), la France (modèle 1948) et la Yougoslavie (TMM-1).

## Description
Le boitier de la Tellermine est circulaire, s’élevant vers le centre avec une grande plaque de pression plate. Une poignée de transport rectangulaire en métal est installée sur le côté de la mine. La plaque de pression se trouve au-dessus du puits de mise à feu qui peut contenir soit une fusée à goupille de cisaillement T.Mi.Z.42, soit une fusée à bille T.Mi.Z.43. On arme la mine en retirant la plaque de pression, en vissant une fusée dans le puits de la fusée, puis en revissant la plaque de pression. Au fond du puits de mise à feu se trouve une charge d’appoint PETN, entourée de la charge principale en forme de beignet composée de l’explosif TNT. La mine est équipée de puits de mise à feu secondaires situés sur le côté et à la base pour permettre si nécessaire l’installation de dispositifs anti-manipulation. De plus, la fusée T.Mi.Z.43 est équipée de série d’un dispositif anti-manipulation intégré : lorsque la fusée est insérée et que la plaque de pression est vissée en place, elle cisaille une goupille d’armement dans la fusée avec un « claquement » audible. Cette action arme le dispositif anti-manipulation. Par la suite, toute tentative de désarmement de la mine en dévissant la plaque de pression pour retirer la fusée déclenchera automatiquement la détonation.
Étant donné qu’il est impossible de déterminer quel type de fusée a été installé, aucune plaque de pression ne doit être retirée d’une Tellermine. La Tellermine 43 peut également être équipée d’une fusée à tige basculante en option, qui est vissée dans le puits de fusée latérale. Les mines antichars équipées de ce type de fusée étaient capables d’infliger beaucoup plus de dégâts aux véhicules blindés. Cela a été démontré à de nombreuses reprises lors de la campagne de Normandie. Le 8 juin 1944, un char M4 Sherman accompagnait le 2e bataillon de Rangers lors d’une attaque contre la batterie de Maisy. Il a roulé sur une Tellermine et a été soufflé en morceaux, avec la perte de tout l’équipage. Le sergent John Robert « Bob » Slaughter décrit la scène : « L’énergie explosive de cette mine cachée a envoyé le char Sherman de 32 tonnes sur le côté dans le fossé. Cette scène faisait écho au carnage sanglant et grotesque du jour J. Une minute avant, c’étaient de jeunes hommes en bonne santé, et la minute suivante, c’étaient des bras et des jambes ensanglantés enroulés autour de torses ensanglantés. Nous avons trouvé des morceaux de corps et des chaussures avec les pieds encore coincés dedans à vingt-cinq mètres de là.

## Spécifications
- Hauteur : 102 mm
- Diamètre : 318 mm
- Masse : 8,1 kg
- Contenu explosif : 5,5 kg de TNT (parfois Amatol)
- Masse de déclenchement : 100 à 180 kg